# Jed Williams
Jed Williams, vlastním jménem John Ellis Dowell Williams, (12. června 1952 – 10. listopadu 2003) byl velšský novinář. Narodil se v Cardiffu. Později se začal věnovat jazzové hudbě, hrál na bicí v několika skupinách. Roku 1981 se oženil s Carolyn Oakley. V roce 1984 založil hudební festival Brecon Jazz Festival zaměřený na jazzovou hudbu. V roce 1987 založil v Cardiffu jazzový noční klub The Four Bars Inn. Zde také hrál v domovské kapele nazvané The Root Doctors. V roce 1991 založil hudební časopis JazzUK. Zemřel v roce 2003 ve věku 51 let.